# Ophioceres
Ophioceres is een geslacht van slangsterren uit de familie Ophiolepididae.

## Soorten
- Ophioceres bispinosus (H.L. Clark, 1918)
- Ophioceres huttoni (Farquhar, 1899)
- Ophioceres incipiens Koehler, 1922
- Ophioceres marginata Fell, 1953